# Hercule de Massicault
Hercule de Massicault est une statue romaine de marbre trouvée à Massicault, l'actuelle municipalité de Borj El Amri, en Tunisie. La statue, réaliste, est l'une des œuvres antiques emblématiques conservées au musée national du Bardo, dans la proche banlieue de Tunis.

## Histoire
L'œuvre est datée de la seconde moitié du IIIe siècle.

## Description
La statue haute de 2,02 m est faite de marbre blanc.
La statue Hercule dit de Massicault, trouvée à Borj El Amri, est l'une des œuvres les plus réalistes du musée national du Bardo : l'homme est debout, portant une tunique et une peau de lion sur le dos et sur sa tête. Il tient du blé et du pavot ; un chien Cerbère se trouve à ses côtés. Il portait également une massue qui n'existe plus.
Le corps est traité sans relief alors que le visage est d'un réalisme remarquable (deuxième moitié du IIIe siècle).

## Interprétation
Gilbert Charles-Picard y a vu un initié aux mystères d'Éleusis, culte à la fois agraire et lié au retour à la vie.